# Катастрофа DC-8 под Москвой
Катастрофа DC-8 под Москвой — крупная авиационная катастрофа, произошедшая поздним вечером во вторник 28 ноября 1972 года. Самолёт Douglas DC-8-62 авиакомпании Japan Airlines выполнял регулярный международный рейс JL-446 по маршруту Копенгаген — Москва — Токио, но через несколько секунд после вылета из аэропорта Шереметьево перешёл в сваливание и рухнул на землю в 150 метрах от торца ВПП. Из 76 человек на его борту (62 пассажиров и 14 членов экипажа) погибли 62 (один из них позже умер в больнице).
Для расследования происшествия была создана комиссия под руководством заместителя министра Гражданской авиации. Эта комиссия пришла к мнению, что причиной катастрофы стали действия экипажа, который при взлёте слишком высоко поднял нос самолёта, из-за чего последний вышел на закритические углы атаки, при этом произошло падение скорости и подъёмной силы, после чего авиалайнер начал быстро снижаться.

## Самолёт
Douglas DC-8-62 с бортовым номером JA8040 (заводской — 46057, серийный — 474) был выпущен компанией McDonnell Douglas 4 июня 1969 года и вскоре продан японской авиакомпании Japan Airlines (JAL или Джал), в которую поступил 18 июля. Самолёт был оборудован четырьмя двигателями Pratt & Whitney JT3D-3B.

## Катастрофа
Авиалайнер выполнял регулярный международный рейс JL-446 по маршруту Копенгаген — Москва — Токио. Его экипаж состоял в общей сложности из 14 человек: два лётных экипажа по 3 человека, 7 стюардесс и 1 инженер JAL. Полёт до Москвы прошёл без замечаний и в 18:17 рейс 446 приземлился в аэропорту Шереметьево. Обслуживание самолёта выполнялось инженером компании Japan Airlines. Также экипаж получил документы для выполнения полёта, включая информацию о фактической и прогнозируемой погоде. В 19:38 экипаж запросил разрешение на запуск двигателей, а диспетчер это разрешение дал, заодно дав и инструкции по рулению ко взлётно-посадочной полосе 25 с курсом 248°.
В 19:49:49 рейсу 446 было дано разрешение занимать исполнительный старт, а также инструкции по выполнению взлёта. В 19:50:30 «Дуглас» с 62 пассажирами и 14 членами экипажа на борту начал разбег по полосе 25, после чего оторвался от земли. Но поднявшись всего до 100 метров, авиалайнер тут же начал быстро терять высоту, после чего в 19:51:42 (16:51:42 GMT) в 150 метрах от торца полосы и в 50 метрах левее продолжения её осевой линии он с левым креном ударился о землю хвостовой частью фюзеляжа, после чего разрушился и загорелся. В результате происшествия официально погибли 52 пассажира и 9 членов экипажа, то есть всего 61 человек.
Как сейчас помню: 28 ноября 1972 года я возвращался домой из Болгарии. Когда заходили на посадку, в салоне вдруг раздался женский крик. Одна из пассажирок в ужасе отпрянула от иллюминатора. Внизу открылась чудовищная картина.
Почерневшая земля, дымящиеся обломки самолёта, множество машин, люди. Спустя полчаса узнали в аэропорту: только что потерпел аварию японский самолёт.
.

## Последствия
СООБЩЕНИЕ МИНИСТЕРСТВА ГРАЖДАНСКОЙ АВИАЦИИ СССР
28 ноября 1972 года в 19 часов 50 минут после взлёта по расписанию из аэропорта Шереметьево потерпел катастрофу самолёт ДС-8 японской авиакомпании «Джал», выполнявший рейс по маршруту Копенгаген — Москва — Токио. На борту самолёта было 62 пассажира и 14 членов экипажа. Администрацией аэропорта были приняты экстренные меры по спасению пассажиров и экипажа. Оставшиеся в живых 16 человек госпитализированы. Министерством гражданской авиации СССР для расследования лётного происшествия создана комиссия.

СОБОЛЕЗНОВАНИЕ МИНИСТРА
Министр гражданской авиации СССР Б. П. Бугаев направил министру транспорта Японии Хидзё Сасаки телеграмму, в которой от имени Министерства гражданской авиации СССР и от себя лично выразил соболезнование в связи с катастрофой самолёта ДС-8 авиакомпании «Джал».
Мы глубоко опечалены, говорится в телеграмме, постигшим вас несчастьем и просим передать наши соболезнования и сочувствие авиакомпании «Джал», семьям и близким погибших.

СОБОЛЕЗНОВАНИЕ СОВЕТСКОГО ПРАВИТЕЛЬСТВА
Председатель Совета Министров СССР А. Н. Косыгин направил премьер-министру Японии Какуэй Танака телеграмму следующего содержания:
Советское правительство выражает сочувствие правительству Японии в связи с катастрофой японского самолёта компании «Джал» вблизи Москвы, повлекшей человеческие жертвы. Прошу передать глубокие соболезнования членам семей и родственникам погибших..

Жертвы катастрофы были захоронены в братской могиле на Николо-Архангельском кладбище в Москве. Осенью 1976 года, на четвёртую годовщину трагедии, на могиле был установлен мемориал.

## Расследование

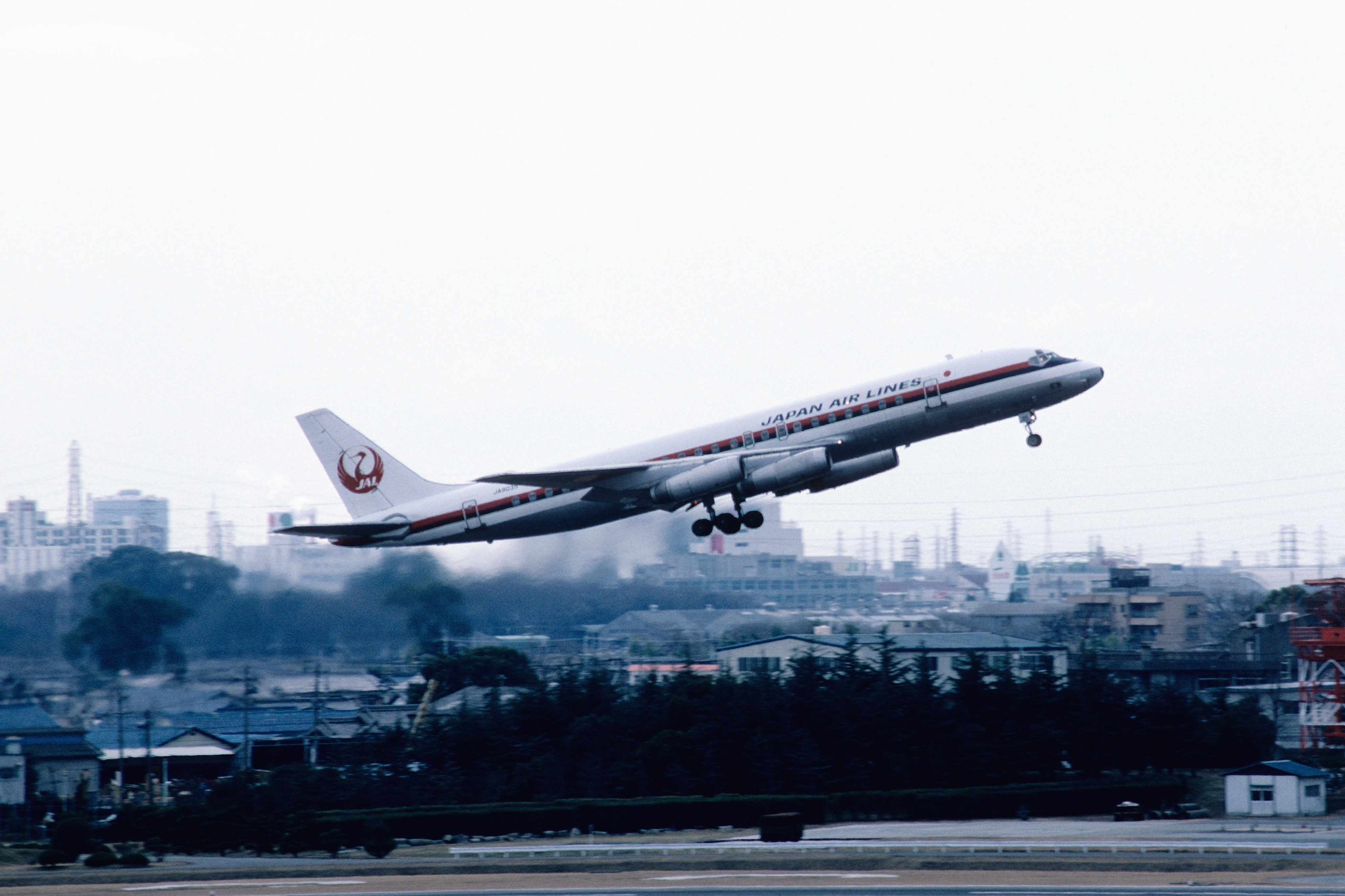
Взлёт DC-8-62 компании Japan Airlines

Для расследования происшествия советское Министерство гражданской авиации сформировало специальную комиссию, которая вскоре пришла к мнению, что после отрыва от земли самолёт вышел на закритические углы атаки. Это мнение было основано на следующих данных:
- Первый удар о землю произошёл хвостовой частью фюзеляжа;
- Бортовые самописцы зафиксировали высокочастотные колебания, при этом в показаниях высоты и воздушной скорости наблюдался разброс;
- Согласно показаниям выживших, лайнер после отрыва от земли начал сильно вибрировать;
- Анализ данных полёта свидетельствовал, что в этот момент сильно возросло сопротивление движению, что типично при выходе самолёта на закритические углы атаки.

В целом разгон по полосе вплоть до скорости V2 (подъёма носовой стойки шасси) прошёл нормально, а его протяжённость для фактических условий была в пределах установленного. Проблемы начались уже после прохождения скорости V2, в том числе:
- Один из членов экипажа ещё до столкновения с землёй сказал о сбое в работе двигателя № 2 (левый внутренний);
- Речевой самописец зафиксировал также перед столкновением шум, характерный при скачкообразном изменении режима работы двигателя;
- Одна из выживших стюардесс сообщила о пламени, выходившем из-под левой плоскости крыла близ двигателей (№ 1 или 2);
- Выжившие пассажиры сообщали, что почувствовали, как самолёт во время своего короткого полёта несколько раз замедлялся;
- На лопатках третьей ступени турбины двигателя № 1 имелся толстый слой сажи;
- В первой ступени компрессора двигателя № 4 три расположенные в разных секторах лопасти имели загнутые кончики, притом, что на воздухозаборнике и входном направляющем аппарате никаких дефектов обнаружено не было.

Также спустя 11 секунд после достижения скорости V2 речевой самописец зафиксировал, как кто-то сказал «спойлеры», либо что-то типа «что это было?», на что в ответ прозвучало «Извиняюсь». Одновременно с этим, исходя из показаний параметров полёта, заметно возросло сопротивление движению.
Все двигатели были отправлены на техническую экспертизу, которая пришла к заключению, что до момента катастрофы ни в одном из них не было разрушения конструкции, прогорания, пробоя или ещё каких-либо повреждений, который могли бы привести к отказу двигателя во время полёта. На основании этого был сделан вывод, что все двигатели были исправны и до столкновения с землёй ни один из них не отказывал. Периодическая потеря тяги, которая почувствовалась при взлёте, могла произойти в одном или нескольких двигателях из-за попадания в них льда, который в свою очередь при фактических погодных условиях мог образоваться на воздухозаборниках двигателей, тем более, что противообледенительная система последних была отключена (клапаны были обнаружены в закрытом положении). Попадание льда вполне объясняло и повреждения лопаток в компрессоре двигателя № 4. Что до сажи, отложения которой были найдены в двигателе № 1, то это мог объяснить помпаж, который возник в данном двигателе, когда авиалайнер вышел на закритический угол атаки, в результате чего было нарушено нормальное сгорание топлива в двигателе, и произошло вытеснение пламени в турбину.
Что до выхода на закритические углы атаки, то поначалу высказывалась версия, что это могло быть вызвано неисправностью системы продольного управления. Но при дальнейшем расследовании этот вариант был отклонён на основании следующих данных:
- Не было найдено никаких признаков неисправности системы продольного управления;
- При ударе о землю горизонтальный стабилизатор находился под углом, нормальным для выполнения взлёта;
- Речевой самописец не зафиксировал, чтобы кто-то в кабине сообщал о нарушениях или проблемах в управлении самолётом;

Как уже было сказано выше, кратковременно в кабине возник диалог, который был словно о выпущенных спойлерах. Сами спойлеры были найдены в убранном положении, но их могли и успеть убрать. Между тем, если бы спойлеры были бы кратковременно выпущены, то это привело бы к резкому увеличению аэродинамического сопротивления. В этом случае в условиях начала взлёта и без того ещё небольшая скорость упадёт ниже критического значения, в результате чего самолёт перейдёт в сваливание, сопровождаемой падением подъёмной силы. Если же во время взлёта произошло нарушение в работе двигателей и снижение силы тяги, то экипаж мог отреагировать на это небольшим отклонением штурвала «на себя», то есть увеличением угла атаки, выйдя на так называемый «второй режим полета» (англ. second flight), при этом происходит увеличение аэродинамического сопротивления и снижение вертикальной скорости. В условиях ночного полёта экипаж мог по ошибке в данной ситуации вывести самолёт на слишком крутой угол, в результате чего аэродинамическое сопротивление ещё больше возросло, а воздушная скорость значительно упала, что и привело бы к выходу самолёта на режим сваливания. Как показала запись с речевого самописца, ни один из членов лётного экипажа в кабине не терял дееспособность до момента катастрофы.
Так как установленный на борту JA8040 бортовой параметрический самописец осуществлял запись лишь четырёх параметров, то следователи не смогли точно определить, какой же из вариантов развития событий (непреднамеренный выпуск спойлеров, либо падение силы тяги в двигателе) на самом деле имел место.

## Причины
1. Подготовка, обучение и опыт командира и остальных членов лётного экипажа, а также их квалификация соответствовали требованиям японского правительства и авиакомпании JAL для выполнения полётов на самолётах модели DC-8-62, в том числе и на маршруте Москва — Токио.
2. Экипаж своевременно проходил медицинские осмотры, а продолжительность труда и отдыха соответствовала текущим нормам, установленных японскими властями и в авиакомпании.
3. Самолёт имел необходимые сертификаты и технически подготовлен для выполнения полёта.
4. Согласно техническим документам, самолёт перед вылетом был полностью исправен. Проводившееся в аэропорту Шереметьево предполётное наземное обслуживание, включая заправку, проводилось в соответствии с установленными нормами.
5. Вес и центровка самолёта были в установленных пределах.
6. Погодные условия в районе аэропорта Шереметьево соответствовали установленным метеорологическим минимумам аэропорта и экипажа.
7. Взлётно-посадочные полосы и рулёжные дорожки находились в нормальном рабочем состоянии.
8. Радио- и световое оборудование обеспечения полёта, а также устройства связи в аэропорту работали нормально и в соответствии с установленными правилами.
9. Пробег по полосе и начало взлёта проходили нормально.
10. Во время взлёта включая разгон по полосе, и до столкновения с землёй на борту не было пожара, взрыва, либо разрушения конструкции.
11. Взлёт выполнялся при температуре воздуха −5 °C, относительной влажности 96 % и с выключенной противообледенительной системой двигателей.
12. Никто из членов экипажа до удара о землю не терял дееспособности.
13. После достижения скорости V2 возникли нарушения в работе одного из левых двигателей (№ 1 или 2).
14. Начав подъём, самолёт вышел на закритические углы атаки с потерей скорости и высоты, после чего ударился о землю.
15. Техническая комиссия и анализ записей переговоров в кабине не выявили никаких признаков отказа или нарушения в работе пилотных приборов, либо систем управления.
16. До момента удара о землю авиалайнер находился во взлётной конфигурации с выпущенными шасси и всеми работающими двигателями.
17. Сразу после происшествия были начаты все необходимые работы по спасению людей на борту самолёта. Все выжившие были немедленно госпитализированы.

Согласно заключению комиссии, когда при взлёте авиалайнер разогнался выше скорости V2 (подъёма носовой стойки шасси), экипаж неожиданно вывел его на закритические углы атаки, в результате чего произошло быстрое падение скорости и подъёмной силы, а следовательно, и высоты. Есть две версии, почему экипаж вывел свой самолёт на такой режим:
1. Были случайно выпущены спойлеры, что увеличило лобовое сопротивление крыла, а также сильно уменьшило коэффициент подъёмной силы.
2. Экипаж потерял управление из-за ненормальной работы одного из левых двигателей (№ 1 или 2), что могло быть вызвано попаданием льда, который образовался на воздухозаборниках в условиях, когда противообледенительная система была отключена. с входного направляющего аппарата при отключённой противообледенительной системе, в результате чего экипаж потерял контроль над управлением.

Наблюдаемая пассажирами и стюардессами ненормальная работа двигателей могла быть вызвана помпажем, в свою очередь возникшим при выходе самолёта на закритические углы атаки при выпущенных спойлерах.

### Комментарии
1. ↑  Здесь и далее по умолчанию указано Московское время (MSK)
2. ↑  Позже один из них умер от полученных травм